# Terry Duerod
Terry Duerod (Royal Oak; 29 de julio de 1956-Westland; 13 de noviembre de 2020) fue un jugador de baloncesto estadounidense que disputó cuatro temporadas en la NBA, además de jugar en la CBA y en la liga italiana. Con 1,93 metros de estatura, lo hacía en la posición de escolta.

## Trayectoria deportiva

### Universidad
Jugó durante cuatro temporadas con los Titans de la Universidad de Detroit Mercy, en las que promedió 15,0 puntos y 2,5 rebotes por partido. Es el sexto máximo anotador de los Titans de todos los tiempos, con 1.690 puntos, siendo además el jugador que más partidos ha ganado vistiendo la camiseta de su equipo, 91 por 22 derrotas.

### Profesional
Fue elegido en la cuadragésimo octava posición del Draft de la NBA de 1979 por Detroit Pistons, donde jugó una temporada, en la que promedió 9,3 puntos y 1,7 asistencias por partido. Al año siguiente no fue protegido por su equipo al celebrarse un Draft de Expansión por la llegada de los Dallas Mavericks a la liga, siendo elegido por estos últimos. Pero tras disputar 19 partidos, en los que promedió 9,3 puntos y 2,2 rebotes, fue despedido.
Semanas más tarde ficharía por Boston Celtics como agente libre un contrato de 10 días, que posteriormente vería expandido. En este equipo su actuación sería testimonial, jugando menos de 4 minutos por partido, pero le serviría para ganar el anillo de campeones de la NBA, tras derrotar a Houston Rockets en las Finales.
Jugó un año más con los Celtics, hasta ser despedido antes del comienzo de la temporada 1982-83. Fichó entonces por Golden State Warriors, pero tras cinco partidos fue cortado, marchándose a jugar a los Detroit Spirits de la CBA, con los que conseguiría el título de liga. Acabó su carrera jugando una temporada en el Scavolini Pesaro de la liga italiana, donde promedió 16,0 puntos y 2,2 rebotes por partido.

## Estadísticas de su carrera en la NBA

### Temporada regular
| Temporada | Edad | Equipo                | Liga | P   | TIT | MIN  | TC  | TCA | %TC  | 3P  | 3PA | %3P  | TL  | TLA | %TL  | R.OF. | R.DEF. | REB | ASIS | ROB | TAP | PER | FP  | PTS |
| 1979-80   | 23   | Detroit Pistons       | NBA  | 67  |     | 19.9 | 4.2 | 8.9 | .472 | 0.2 | 0.8 | .283 | 0.7 | 1.0 | .682 | 0.4   | 1.0    | 1.5 | 1.7  | 0.6 | 0.2 | 1.2 | 1.5 | 9.3 |
| 1980-81   | 24   | TOTAL                 | NBA  | 50  | 0   | 9.0  | 2.1 | 4.7 | .444 | 0.2 | 0.3 | .500 | 0.6 | 0.8 | .756 | 0.3   | 0.5    | 0.9 | 0.7  | 0.3 | 0.1 | 0.7 | 0.5 | 4.9 |
| 1980-81   | 24   | Dallas Mavericks      | NBA  | 18  |     | 18.7 | 4.1 | 8.9 | .460 | 0.1 | 0.3 | .333 | 1.0 | 1.5 | .667 | 0.8   | 1.3    | 2.2 | 1.7  | 0.7 | 0.2 | 1.4 | 1.1 | 9.3 |
| 1980-81   | 24   | Boston Celtics        | NBA  | 32  | 0   | 3.6  | 0.9 | 2.3 | .411 | 0.2 | 0.3 | .600 | 0.4 | 0.4 | .929 | 0.1   | 0.1    | 0.2 | 0.2  | 0.2 | 0.0 | 0.3 | 0.3 | 2.5 |
| 1981-82   | 25   | Boston Celtics        | NBA  | 21  | 0   | 7.0  | 1.6 | 3.7 | .442 | 0.0 | 0.0 | .000 | 0.2 | 0.6 | .333 | 0.3   | 0.4    | 0.7 | 0.6  | 0.1 | 0.0 | 0.1 | 0.4 | 3.4 |
| 1982-83   | 26   | Golden State Warriors | NBA  | 5   | 0   | 9.8  | 1.8 | 3.8 | .474 | 0.0 | 0.0 |      | 0.0 | 0.0 |      | 0.0   | 0.6    | 0.6 | 1.0  | 0.4 | 0.2 | 1.8 | 1.0 | 3.6 |
| Total     |      |                       | NBA  | 143 | 0   | 13.8 | 3.0 | 6.5 | .462 | 0.2 | 0.5 | .329 | 0.6 | 0.8 | .672 | 0.4   | 0.8    | 1.1 | 1.2  | 0.4 | 0.1 | 0.9 | 1.0 | 6.7 |

### Playoffs
| Temporada | Edad | Equipo         | Liga | P  | MIN | TCA | TC | 3PA | 3P | TLA | TL | R.OF. | REB | ASIS | ROB | TAP | PER | FP | PTS | %TC  | %3P  | %FT | MIN | PTS | REB | AST |
| 1980-81   | 24   | Boston Celtics | NBA  | 10 | 12  | 4   | 10 | 0   | 2  | 0   | 0  | 0     | 0   | 0    | 1   | 0   | 1   | 0  | 8   | .400 | .000 |     | 1.2 | 0.8 | 0.0 | 0.0 |
| Total     |      |                | NBA  | 10 | 12  | 4   | 10 | 0   | 2  | 0   | 0  | 0     | 0   | 0    | 1   | 0   | 1   | 0  | 8   | .400 | .000 |     | 1.2 | 0.8 | 0.0 | 0.0 |

## Fallecimiento
Terry Duerod falleció el 13 de noviembre de 2020, a los sesenta y cuatro años, en su hogar de la ciudad de Westland (Míchigan).